# Domásnya

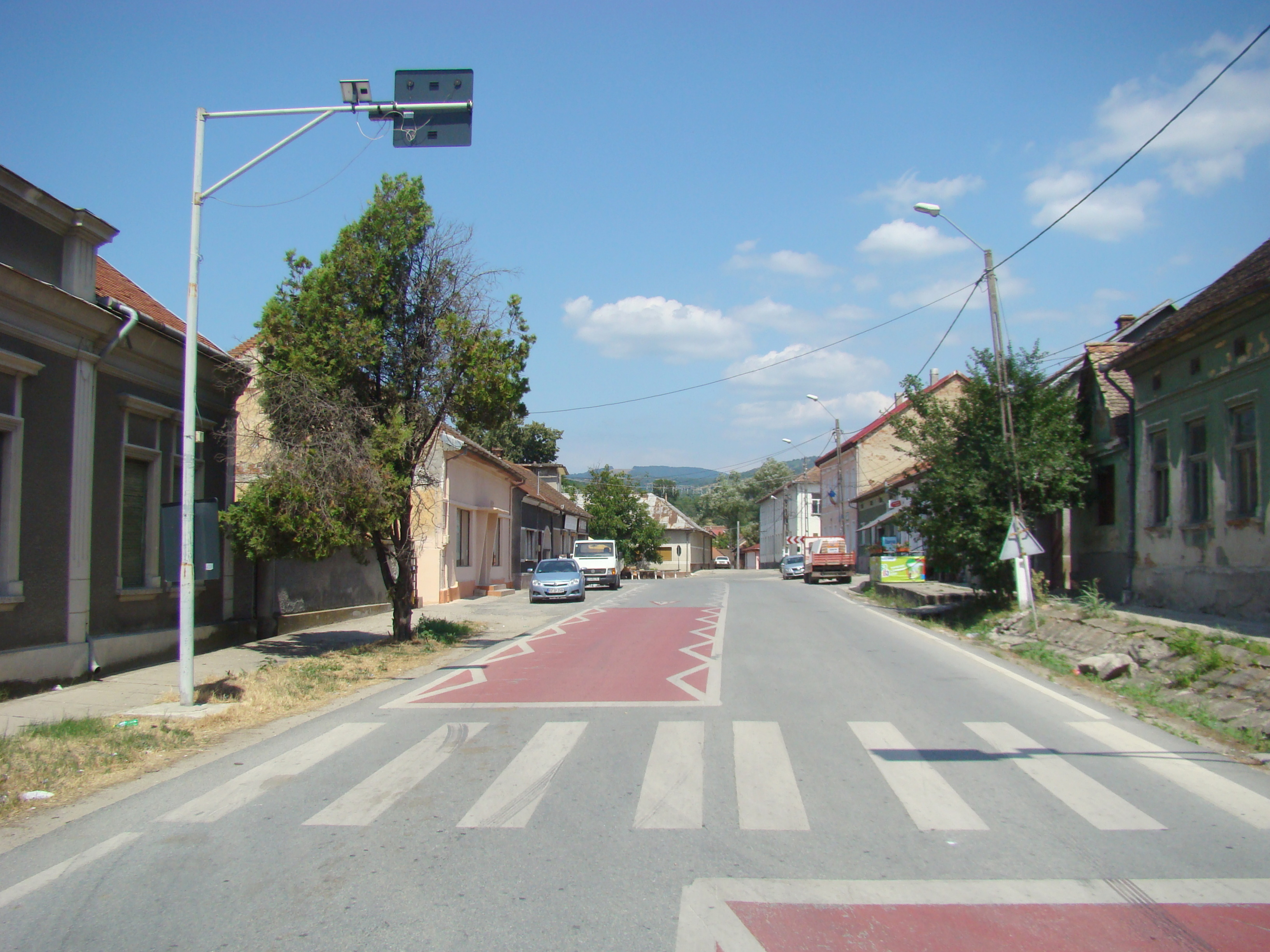

Domásnya (Domasnia, románul: Domașnea) falu Romániában, a Bánságban, Krassó-Szörény megyében.

## Fekvése
A Temes–Cserna-folyosóban, a Szemenik-hegység és az Orsovai-hegység között, a DN6-os főút mellett fekszik, Resicától 95, Karánsebestől 45 kilométerre délkeletre.

## Lakossága

### Etnikai és vallási megoszlás
- 1880-ban 2186 lakosából 2112 volt román, 17 német és 54 egyéb (valószínűleg cigány) anyanyelvű; 2161 ortodox, 13 római katolikus és 12 zsidó vallású.
- 2002-ben 1090 lakosából 1064 volt román és 25 cigány nemzetiségű; 1075 ortodox vallású.

## Története
1436-ban Damasnya, 1452-ben (nemesi névben) de Damasnay, 1535-ben Domasnÿa alakban említették. A magyar közigazgatás az 1870-es évektől 1911-ig általában a Domasnia írott formát használta.
A középkor végén felváltva a miháldi és a karánsebesi román kerület falva volt, majd a Karánsebesi–lugosi bánsághoz tartozott. 1773-ban a Katonai határőrvidék részeként az oláh-illír bánsági ezred kornyai századának részét alkotta. 1873-ban Szörény, 1881-ben Krassó-Szörény vármegyéhez csatolták.
1535-ben a More és Vajda családok birtokolták. 1603-ban tíz portával írták össze. 1695-ben Thököly Imre csapatai felégették. 1717-ben az akkorra 130 házra gyarapodott, a mai Domásnyától északkeletre fekvő falu ismét a hadak áldozata lett. Az 1738–39-es Habsburg–török háború után lakói egy része a mai Hotara határrészbe települt. 1788-ban a császár és a szultán seregei a környéken csatáztak, és a falu újból elpusztult. Ezután Kanizsa irányába, legelőihöz közeli, új helyre költözött, és 1805-ben költözött mai helyére. 1892-ben épült a vasút. A 20. század elején hetivására volt. A környék falvai közül 1963-tól kezdve egyedüliként kollektivizálták.

## Látnivalók
- Ortodox temploma 1807 és 17 között épült.

## Gazdasága
Domásnya falu területéből 2010 körül 1171 hektár volt legelő, 783 erdő, 706 rét, 661 szántóföld (főként kukoricás) és 557 gyümölcsös (részben intenzív, alma és szilva).